# Indiai ortodox egyház
Az Indiai Ortodox Egyház' (IOC) vagy  Malankara Ortodox Szíriai Egyház (MOSC) más néven  vagy egyszerűen Malankara Egyház', egy autokefális Keleti Ortodox Egyház székhelye Devalokam, Kottajam közelében, Indiában. Az egyház India Szent Tamás keresztény (más néven Nasrani) lakosságát szolgálja. A hagyomány szerint ezek a közösségek Tamás apostol 1. századi (52 körüli) missziói során jöttek létre.
Az autokefális  Szent Tamás apostoli trónját elfoglaló Keleti Katolikus és Malankara metropolita (III. Baselios Marthoma Mathews ) az egyház prímása. A Malankara rítus, a Nyugat-szíriai rítus indiai formája. A Malankara Ortodox Szíriai Egyházat 1912-ben jóváhagyta a teljes autokefália, és továbbra is közösségben van a másik öt keleti ortodox egyházzal, úgymint a Kopt Ortodox Egyház az Antiochiai Szír Ortodox Egyház, az Örmény Apostoli Egyház, az Etióp Ortodox Tewahedo Egyház és az Eritreai Ortodox Tewahedo Egyház. A malankarai ortodox szír egyház 1934-ben alkotmányt dolgozott ki és fogadott el, amelyben az egyház hivatalosan is egynek nyilvánította a malankarai metropolitát és a Kelet katolikoszát.
A malankara ortodox szír egyház a miafizitizmus híve,} amely szerint Jézus Krisztus egy személyében az istenség és az emberiség egyesül (μία, mia) természetben (φύσις - "physis"), szétválasztás, összezavarás, megváltoztatás és keveredés nélkül ahol Krisztus szubsztanciális az Atyaistennel. Amikor Alexandria, Antiochia és Jeruzsálem pátriárkátusán belül mintegy 500 püspök megtagadta a 4. ökumenikus zsinat, a 451-es khalkédoni zsinat által elrendelt diofizitizmus (két természet) tantétel elfogadását egy olyan esemény, amely a keresztény egyház  első nagyobb szakadásához vezetett. Míg a keleti ortodox egyházak elutasították a khalkédóni definíciót, addig a később katolikus egyházzá válók és a keleti ortodox egyház legitimálta ezt a zsinatot.
A világszerte 30 egyházmegyében mintegy 2,5 millió tagot számláló Malankara Ortodox Szír Egyház híveinek jelentős része Dél-India Kerala államában él.

## Története

### Kezdetek

A Szent Tamás keresztények megosztottságát bemutató ábra

A malankara ortodox egyházat Szent Tamás apostol alapította Bár az egyház közigazgatásilag független volt, mégis kapcsolatban állt az antiókhiai, perzsa és potenciálisan alexandriai egyházakkal. Egyházi támogatást kaptak perzsa püspököktől, akik a fűszerúton, kereskedelmi hajókon utaztak Keralába. A 16. század folyamán a portugál Padroado erőfeszítései, hogy a Szent Tamás-keresztényeket a latin rítusú katolicizmusba terelje, a közösségen belüli számos szakadás közül az elsőhöz vezettek. A Szent Tamás-keresztények jelenleg több csoportra oszlanak.
Egy archidiakon (a görög arkhidiākonos szóból származó, világi hatalommal rendelkező bennszülött egyházi vezető) vezetése alatt álltak. A Szent Tamás-keresztények a világ többi részétől független keresztények voltak, de kapcsolatban álltak a keleti egyházakkal, az antiókhiai és alexandriai egyházzal, mivel kiterjedt kereskedelmi kapcsolatai voltak ezen területek  és Malabar partvidéke között. A malabari őshonos egyház (malankara) követte Tamás apostol hitét és hagyományait. A portugál jezsuiták az 1599-es Diamper zsinaton megkísérelték az őslakos keresztényeket a latin egyházhoz csatolni. A portugál Padroado által küldött misszionáriusokkal szemben álló Szent Tamás-keresztények 1653. január 3-án letették az úgynevezett Coonan-keresztesküt 1653-ban a holland Kelet-indiai Társaság 1663-ban legyőzte a portugálokat a malabári fűszerkereskedelem ellenőrzéséért. A jeruzsálemi szír ortodox egyház pátriárkája, Gregoriosz Abdal Dzsaleel 1665-ben tanúja volt  I. Tamás püspökké szentelésének, aki kapcsolatot alakított ki a szír egyházzal, ami megalapozta a nyugati szír liturgia és gyakorlatok átvételét a következő két évszázadban.
A Szent Tamás-keresztények az indiai egyháznak legalább a 6. század óta voltak kapcsolatai a perzsa (kelet-szíriai) egyházzal. Az indiaiak átvették annak kelet-szír dialektusát a liturgikus használatra, és fokozatosan szír keresztényekként váltak ismertté. A 16. században római katolikus misszionáriusok érkeztek Keralába. Megpróbálták latinizálni a szír keresztényeket. Azok, akik a malankara őslakos vezetője, I. Thoma mellé álltak, és átvették a nyugati szír liturgiát és gyakorlatot, valamint a miafizita hitet, a malankara egyházzá fejlődtek, és azok, akik a római katolikus egyházzal egyesültek a keleti szír rítussal és a diofizita krisztológiával, alkotják a mai szír-malabár egyházat.

## 19. században
Arthat Padiyola kijelentette, hogy a Malankara Egyház vezetése független, és a római, antiókhiai vagy babiloni püspököknek nincs szerepe a Malankara Egyházban. 1807-ben Kayamkulam Philipose Ramban lefordította a Szentírás négy szír nyelvű evangéliumát malajálam nyelvre. A malankara ortodox teológiai szemináriumot Kottayamban 1815-ben alapították Pulikottil Ittup Ramban (II. Mar Dionysius) vezetésével. A Cheppad Mar Dionysius Cheppad vezette Mavelikara Zsinat (Padiyola) elutasította az anglikán missziósok és a reformációs csoport által előterjesztett javaslatokat, és kijelentette, hogy a Malankara Egyház hite és teológiája megegyezik az Antiochiai Szír Ortodox Egyházéval.

## 20. században
Geevarghese Dionysius Vattasseril, aki 1908-ban lett malankarai metropolita püspök, jelentős szerepet játszott a többi malankara egyházi és világi vezetővel együtt abban, hogy 1912-ben Indiában újra létrehozták a Keleti Katolikus Egyházat. A malankarai ortodox szír egyház meg akarta tartani autokefáliát, és az antiochiai szír ortodox pátriárkához, II Ignác Abdul Masih-hoz fordult. Murimattathil Paulose I. Ivanios Baszeliosz Paulose néven trónra ültette Kelet katolikoszát a Niranam Szent Tamás apostoli trónján a Niranam Szent Mária-templomban 1912. szeptember 15-én.
1934-ben a Malankara Egyház alkotmányt fogadott el az egyház, a gyülekezetek és az intézmény zavartalan működése érdekében. 
1947-ben Parumalai Szent Gergelyt az egyház szentté nyilvánította. 1952-ben a malankara metropolita hivatalos rezidenciáját és a malankara egyház székhelyét a Pazhaya szemináriumból Devalokamba helyezték át.
1958-ban a Legfelsőbb Bíróság II. Baselios Geevarghese katolikust törvényes malankara metropolitának nyilvánította. A Malankara Ortodox Egyház két frakciója újra egyesült.
1964-ben Antiochia szír ortodox pátriárkája részt vett I. Baselios Augen katolikosz és malankarai metropolita trónra lépési szertartásán.
1990-ben ünnepelte a malankara ortodox teológiai szeminárium 175. évfordulóját Kottayamban.
1995-ben India Legfelsőbb Bírósága érvényesnek nyilvánította a Malankara Egyház 1934-ben elfogadott alkotmányát.

## 21. században
2002-ben a Malankara Szövetségben új választásokat tartottak az indiai Legfelsőbb Bíróság megfigyelése mellett. A Legfelsőbb Bíróság kijelentette, hogy II. Baselios Mathews katolikosz a hivatalos és törvényes malankara metropolita, és azt is kijelentette, hogy ez a döntés semmilyen platformon nem vitatható.
2003-ban VI. Vattasheril Dionysiust szentté nyilvánították.
2012-ben ünnepelték a Malankara Ortodox Egyház megalapításának 1960. évfordulóját (Kr. u. 52) és a katolicitás megalapításának századik évfordulóját a Malankara Egyházban. Az ünnepség fő vendégei Dr. A. P. J. Abdul Kalam és a  Dalai láma voltak.
2015-ben ünnepelte 200. évfordulóját az ortodox teológiai szeminárium Kottajamban.
2017. július 3-án az indiai legfelsőbb bíróság egy fontos ítéletében a malankara egyház alkotmányát törvényesnek és érvényesnek nyilvánította, és mindkét frakció irányítása alatt álló egyházközségekre is alkalmazandónak.

## Hierarchia, jelenlét és doktrína

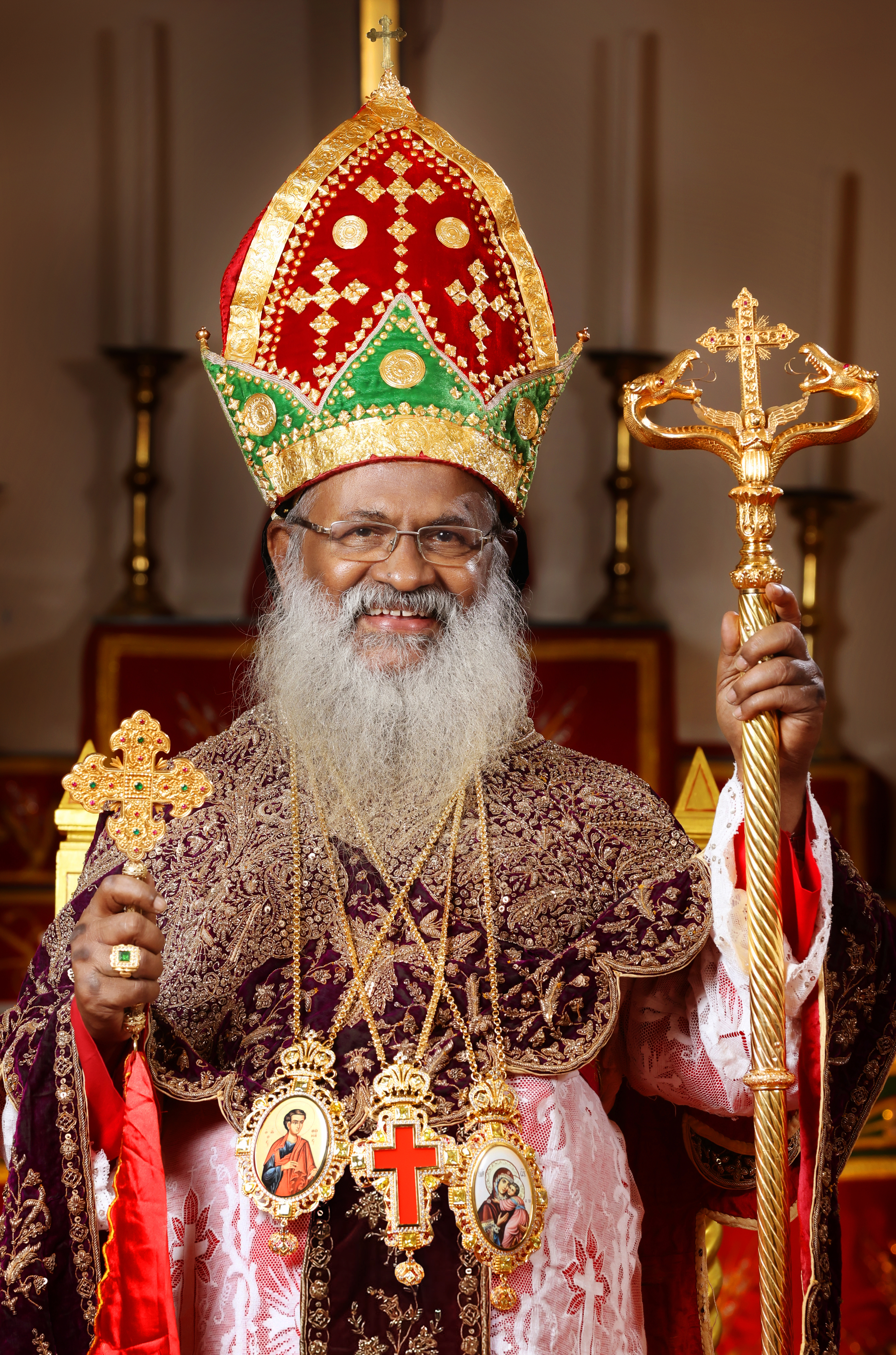
III. Baselios Marthoma Mathews Jelenlegi katolikosz és malankara metropolita

Az egyház szellemi feje a keleti katolikosz, világi feje pedig a Malankara metropolita. 1934 óta mindkét cím egy személyt illet meg; az egyházfő hivatalos címe: "Szent Tamás apostoli trónjának katolikosza és a malankarai metropolita". II. Baselios Marthoma Paulose-t  2010. november 1-jén a Parumalai  Szent Péter és Szent Pál templomban iktatták  malankarai metropolitává és a malankarai egyház katolikoszává. Ő a nyolcadik Kelet katolikosza Malankarában és a 21. Malankara metropolita.
A keleti ortodox egyházak, köztük a malankarai ortodox szír egyház is, csak az első három ökumenikus zsinatot fogadják el: az Első nikaiai zsinat, az Első konstantinápolyi zsinat és az Epheszoszi zsinat. Az egyház az összes többi keleti ortodox egyházhoz hasonlóan az eredeti Nikaiai Hitvallást használja a filioque klauzula nélkül. A Szír ortodox egyházhoz hasonlóan elsősorban a Szent Jakab liturgiáját használja malajálam, konkani, kannada, hindi, angol és más indiai nyelveken.

## Fordítás
Ez a szócikk részben vagy egészben  a   Malankara Orthodox Syrian Church című angol Wikipédia-szócikk ezen változatának fordításán alapul.  Az eredeti cikk szerkesztőit annak laptörténete sorolja fel. Ez a jelzés csupán a megfogalmazás eredetét és a szerzői jogokat jelzi, nem szolgál a cikkben szereplő információk forrásmegjelöléseként.